# Heini Meng
Heinrich Meng, detto Heini (Davos, 20 novembre 1902 – Melbourne, 13 agosto 1982), è stato un hockeista su ghiaccio svizzero.

## Palmarès

### Olimpiadi invernali
- Bronzo a Sankt Moritz 1928 nell'hockey su ghiaccio.